# Vought SB2U
Die Vought SB2U Vindicator war ein trägergestützter Sturzkampfbomber, der erste Eindecker der U.S. Navy in dieser Rolle.

## Entwicklung

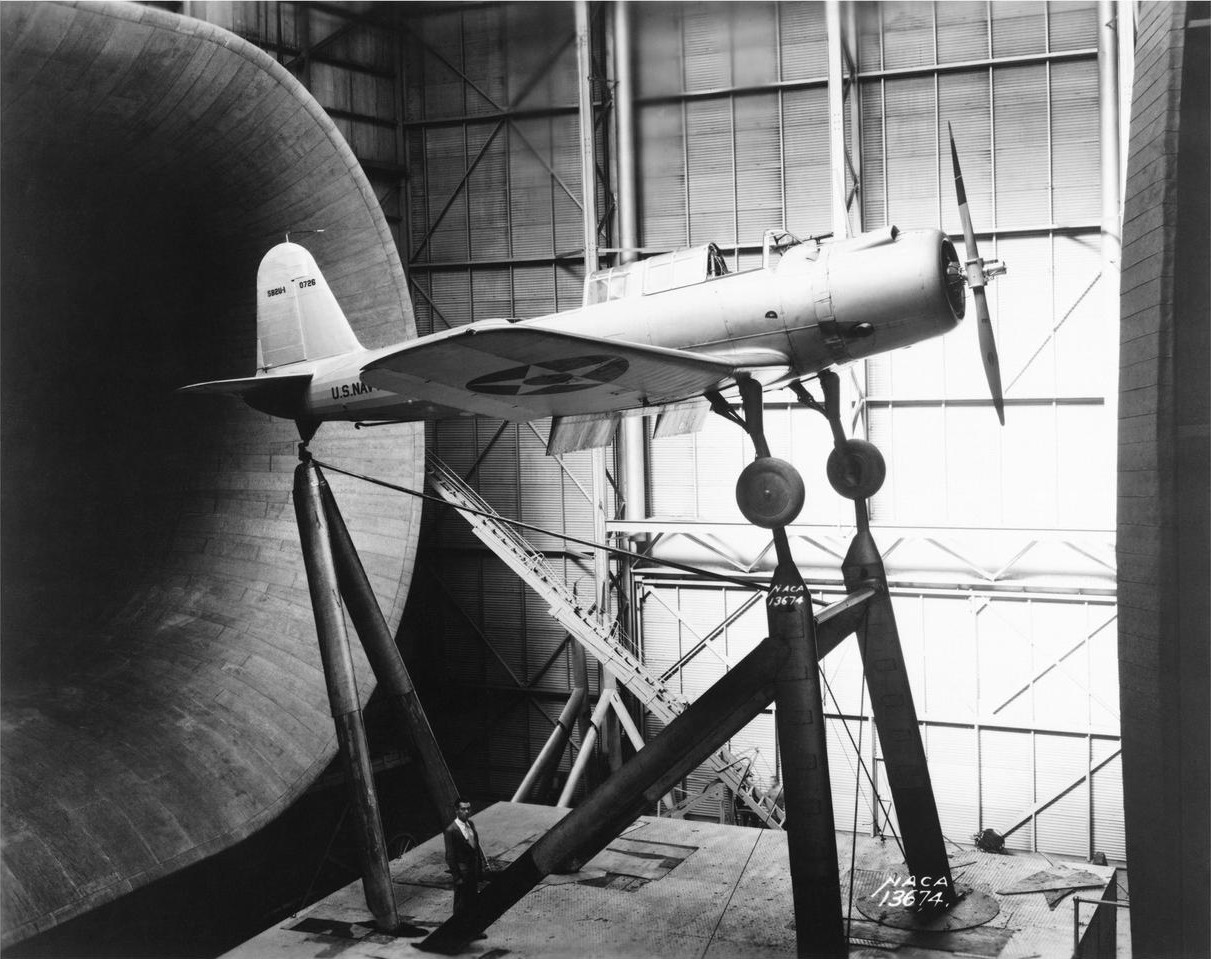
Die erste SB2U-1 im Windkanal des NACA, 1937

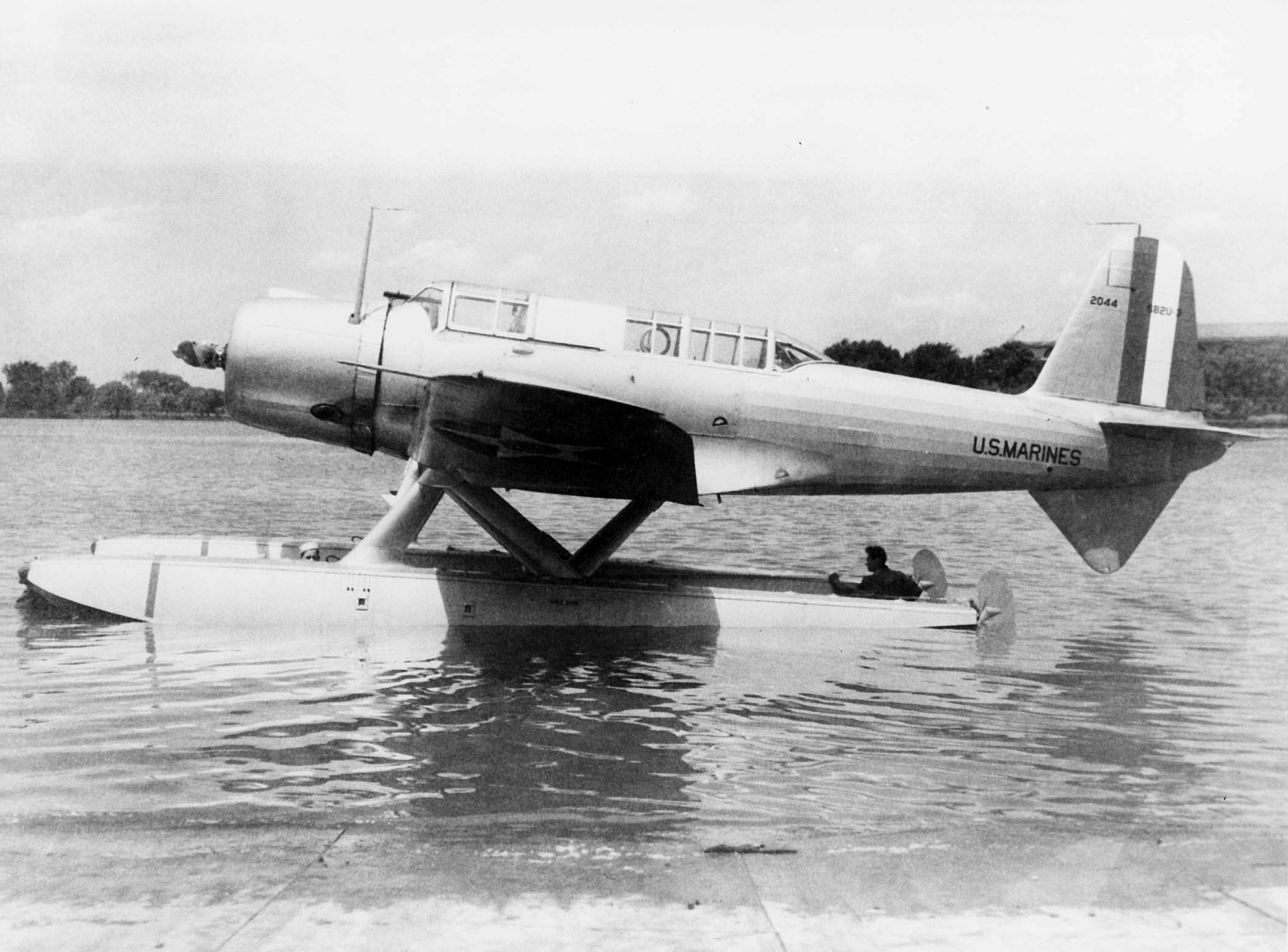
Wasserflugzeug-Prototyp XSB2U-3, 1939

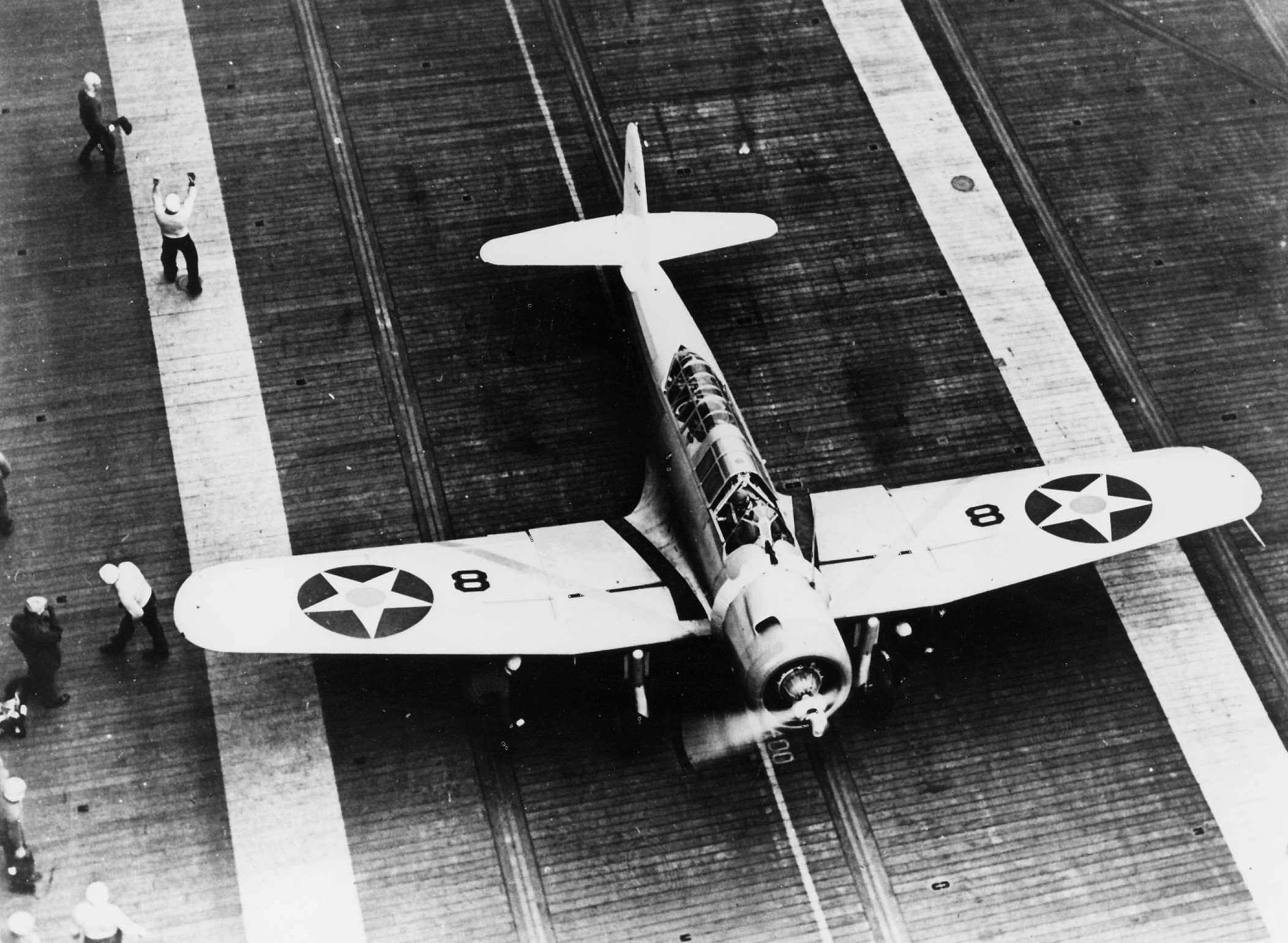
SB2U-1 an Bord der USS Saratoga, 1938

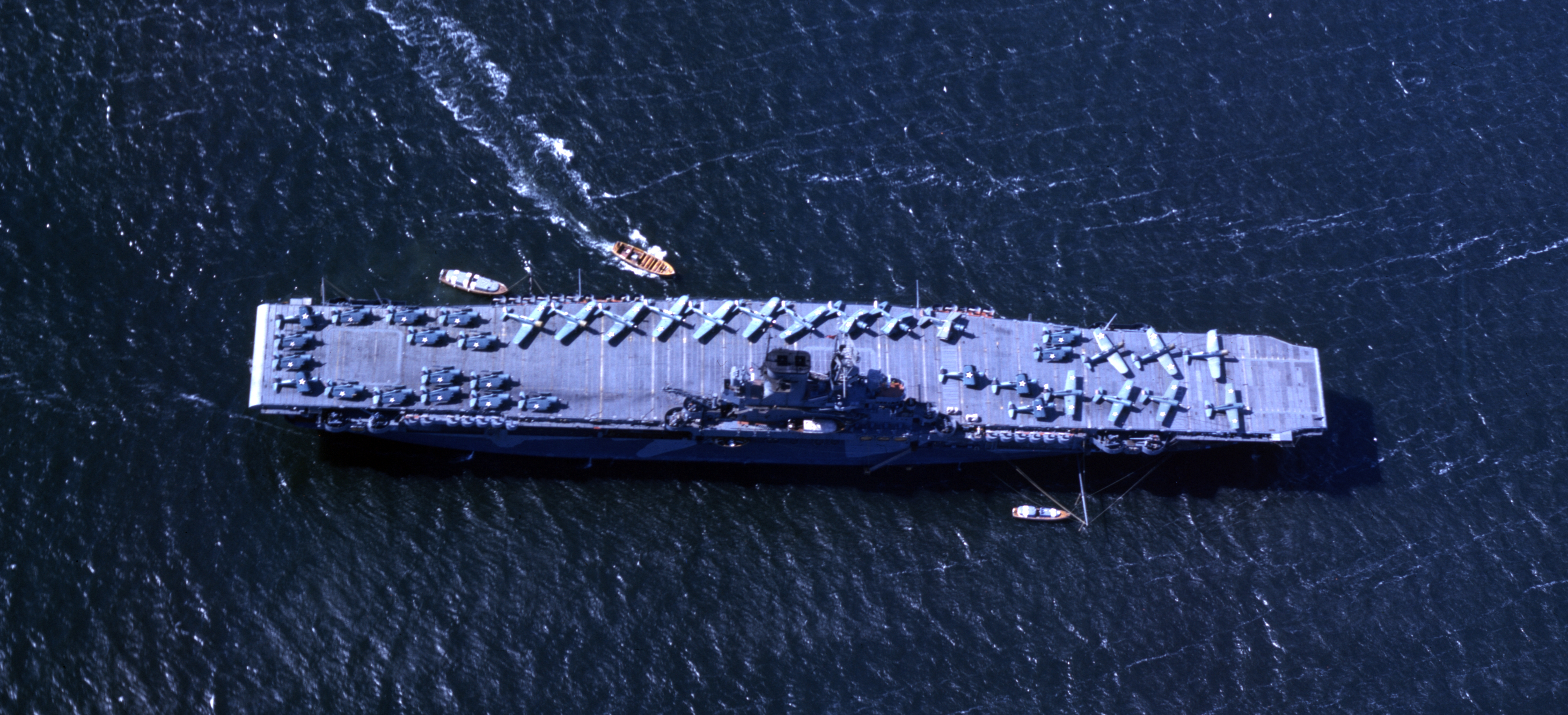
SB2U-3 auf der USS Wasp im Juni 1942

1934 schrieb die U.S. Navy die Spezifikation für einen neuen trägergestützten Aufklärer/Sturzbomber aus. Sechs Flugzeughersteller wurden für die Evaluation eingeladen. Die Ausschreibung verlangte von den Herstellern zwei Entwürfe für je einen Eindecker und einen Doppeldecker. Vought offerierte der US Navy die Designs für die XSB2U-1 und XSB3U-1. Vought erhielt am 11. Oktober 1934 die Bauaufträge für die Prototypen, die beide im April 1936 ausgeliefert wurden. Tests zeigten die klare Überlegenheit des Eindeckers, der am 26. Oktober 1936 als erster Eindecker für die Rolle des Flugzeugträger-gestützten Aufklärers/Sturzbombers geordert wurde.
Etwa zur gleichen Zeit wurden auch die Brewster F2A als erstes Eindecker-Jagdflugzeug und die Douglas TBD als erster Eindecker-Torpedobomber geordert. Alle drei Flugzeugtypen erlebten ihren letzten Fronteinsatz in der Schlacht um Midway, wo die damit ausgerüsteten Staffeln schwere Verluste hinnehmen mussten.
Die U.S. Navy bestellte 54 SB2U-1, die mit einem 825 PS leistenden 14-Zylinder-Sternmotor Pratt & Whitney R-1535-96 ausgeliefert wurden. Die 58 SB2U-2 unterschieden sich nur in wenigen Ausrüstungsteilen. Die Maschinen wurden Ende 1938 ausgeliefert. Die letzte Version für die U.S. Navy war die SB2U-3, die mit einem R-1535-02 ausgerüstet war. Ferner war die interne Treibstoffzuladung erhöht worden, es konnten Zusatztanks unter den Tragflächen mitgeführt werden und die Bewaffnung bestand nun aus je einem 12,7-mm-MG. Die SB2U-3 wurden Ende 1940 ausgeliefert. Eine SB2U-1 wurde 1939 zu einem Wasserflugzeug umgebaut (XSB2U-3).

## Beschreibung
Die SB2U war ein konventioneller Tiefdecker mit einem Spornradfahrwerk. Die Besatzung bestand aus Pilot und Heckschütze, die in einem glashausartigen Cockpit saßen. Die einzige technische Innovation war der Verstellpropeller der Vindicator, der es erlaubte, den Propeller im Sturzflug als Bremse einzusetzen.

## Varianten
XSB2U-1erster Prototyp;
SB2U-154 Maschinen gebaut;
SB2U-258 Maschinen gebaut;
XSB2U-3Wasserflugzeug-Prototyp für das US Marine Corps (umgebaute SB2U-1);
SB2U-357 Maschinen gebaut;
V-156FExport-Version für die französische Marine, 40 Maschinen gebaut;
V-156B-1Export-Version für die Royal Navy. Hier wurden die Maschinen als Chesapeake Mk I bezeichnet, 50 Maschinen gebaut.

## Benutzer
Frankreich
- Marine Nationale

 Vereinigtes Königreich
- Royal Navy, Fleet Air Arm

 Vereinigte Staaten
- United States Navy
- United States Marine Corps

## Einsatzgeschichte

### Frankreich
Die französische Marine rüstete die Staffeln AB 1 und AB 3 mit der V-156F aus. Diese trainierten zwar auf dem Flugzeugträger Béarn, der jedoch als zu langsam eingestuft wurde. Beide Staffeln wurden von Land aus eingesetzt. AB 1 erlitt schwere Verluste während des Westfeldzuges, AB 3 wurde kurz gegen die Italiener eingesetzt. Die wenigen verbliebenen Maschinen wurden nach dem Waffenstillstand ausgemustert.

### Großbritannien
Die Royal Navy erhielt 50 weitere von Frankreich georderte V-156 als V-156B Chesapeake Mk I. Im Juli 1941 wurde die No. 811 Naval Air Squadron mit der V-156B ausgerüstet. Sie wurde allerdings als zu schwer für den Einsatz von Geleitflugzeugträgern befunden und die Staffel drei Monate später auf die Fairey Swordfish umgerüstet. Das von den britischen Piloten als „Cheesecake“ bezeichnete Flugzeug wurde dann noch bis 1943 in verschiedenen Unterstützungsstaffeln benutzt.

### USA

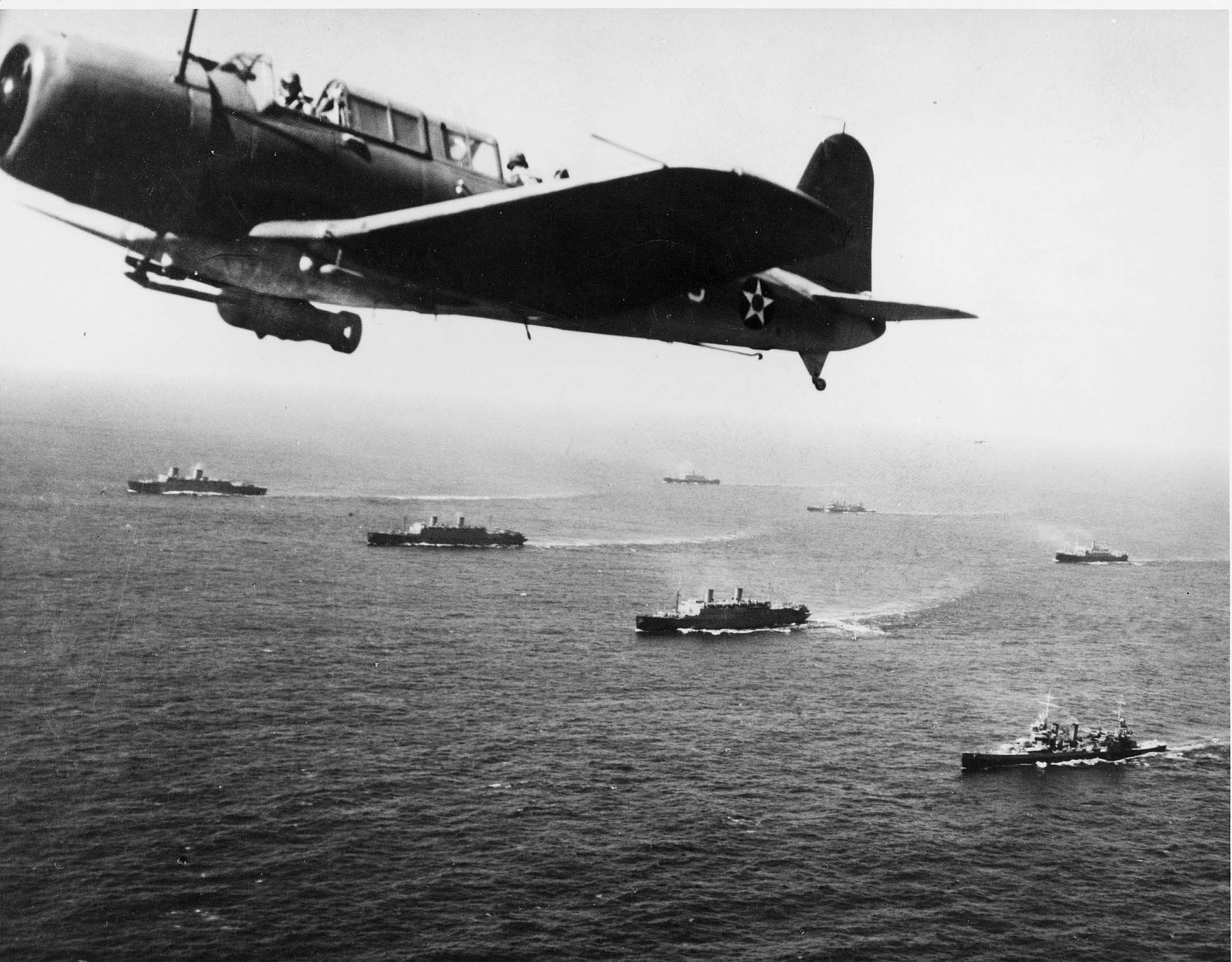
SB2U der Ranger auf U-Boot-Patrouille, November 1941

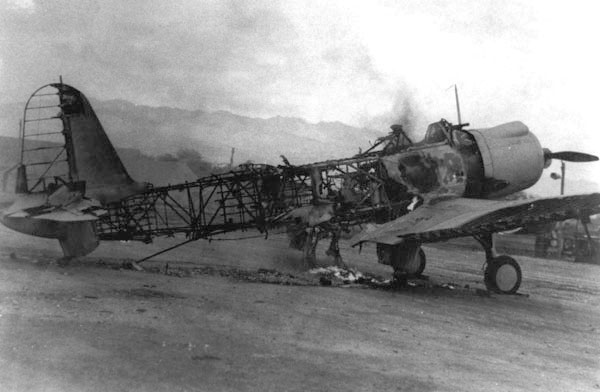
Beim Angriff auf Pearl Harbor zerstörte SB2U der VMSB-231

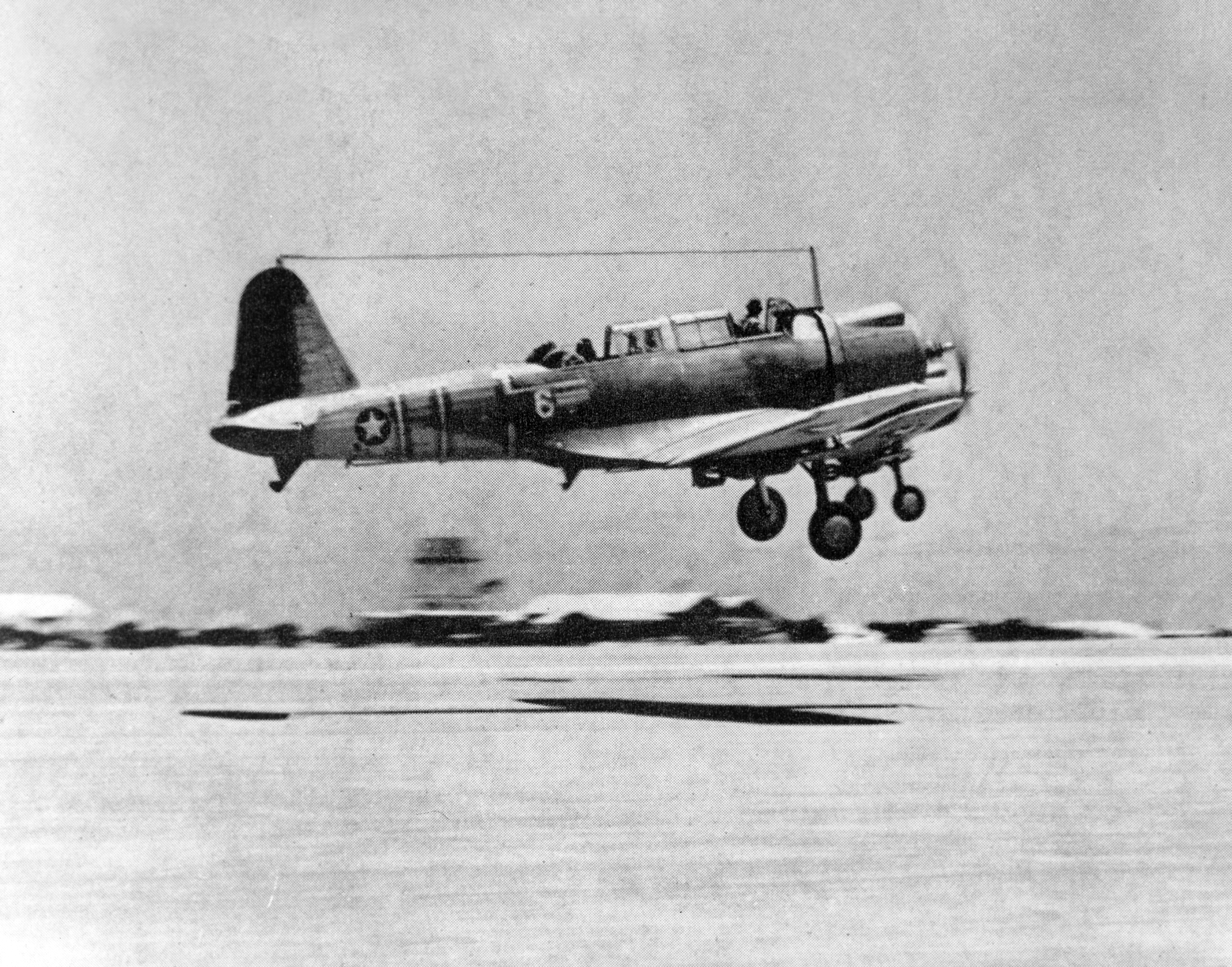
Zwei SB2U-3 der VMSB-241 starten kurz vor der Schlacht von Midway von Eastern Island

Die Vindicator dienten zwischen Dezember 1937 und Februar 1943 auf vier Trägern der U.S. Navy:
- Lexington in der Bomberstaffel VB-2,
- Saratoga in der VB-3,
- Ranger in der VB-4, der Aufklärungsstaffel VS-41 und VS-42,
- Wasp in der VS-71 und VS-72.

Die Staffeln VB-9 und VS-9 wurden vor ihrem Einsatz auf dem Flugzeugträger Essex im Februar 1943 auf die Douglas SBD umgerüstet.
Die SB2U-3 wurde vom U.S. Marine Corps von 1941 bis 1943 in folgenden Staffeln verwendet:
- VMF-1 und VMS-1 (später VMSB-131), MCAS Quantico (Virginia);
- VMS-2 (später VMSB-231), MCAS Ewa (Hawaii);
- VMSB-142, VMSB-143, VMSB-144, NAS San Diego (Kalifornien).

Die Staffeln der Marine flogen im Wesentlichen U-Boot-Patrouillen, bevor sie auf die SBD Dauntless umgerüstet wurden. Lediglich die Staffel VMSB-231 des U.S. Marine Corps wurde bei Kampfhandlungen eingesetzt. Am 7. Dezember 1941 befand sich die Staffel an Bord des Flugzeugträgers Lexington auf dem Weg nach Midway. Die sieben Ersatzmaschinen befanden sich jedoch in Ewa auf Oʻahu und wurden durch die Japaner zerstört. VMSB-231 kehrte mit der Lexington nach Oʻahu zurück und wurde am 17. Dezember 1941 von Oʻahu nach Midway überführt. Der 9:45 h lange und 1830 km weite Flug der 17 SB2U-3 war bis dato der längste Überwasserflug einmotoriger Flugzeuge der U.S. Navy. VMSB-231 wurde lediglich von einer Consolidated PBY der Staffel VP-21 begleitet. Im April 1942 wurde VMSB-231 in VMSB-241 umbenannt.
Bis zur Schlacht von Midway erhielt die Staffel noch von der Marine ausgemusterte SBD-2 Dauntless, so dass am 4. Juni eigentlich zwei VMSB-241 eingesetzt wurden, 16 SBD-2 (von 19) und 11 SB2U-3 (von 17). Der Staffelführer der SB2U-3 nahm an, dass die Vindicator, die von den Piloten auch „Vibrator“ oder „Wind Indicator“ genannt wurde, zu langsam für einen Angriff auf die japanischen Flugzeugträger sei. Er griff deshalb das Schlachtschiff Haruna an. Dabei gingen drei SB2U-3 verloren. Die SBD verloren acht Flugzeuge, unter anderem den Staffelkapitän Major Henderson, beim (erfolglosen) Angriff auf den Flugzeugträger Hiryū. In der folgenden Nacht suchten sechs SBD und fünf SB2U nach den brennenden japanischen Trägern. Sie fanden diese nicht, verloren aber zwei Vindicator, unter anderem den neuen Staffelkapitän, Major Norris. Am 6. Juni waren die verbliebenen einsatzfähigen sechs SBD und sechs SB2U von VMSB-241 noch an der Versenkung des Schweren Kreuzers Mikuma beteiligt. Dabei wurde Major Flemings SB2U-3 abgeschossen. Für den Angriff erhielt er posthum die Ehrenmedaille des US-Kongresses.
Danach wurden die SB2U nur noch für Trainingsaufgaben verwendet, die letzten wurden im Oktober 1943 ausgemustert.
Erhalten blieb eine SB2U-2 (BuNo 1383). Sie stürzte am 21. Juni 1943 beim Anflug auf den Hilfsflugzeugträger USS Wolverine (IX-64) im Michigansee ab. 1990 konnte sie geborgen werden. Sie wurde bis 1999 restauriert und befindet sich im National Museum of Naval Aviation, in Pensacola (Florida), USA.

## Technische Daten (SB2U-2)

3-Seiten-Riss einer SB2U-1

### Allgemein
- Besatzung: zwei (Pilot und Bordschütze)
- Länge: 10,36 m
- Spannweite: 12,80 m
- Höhe: 3,12 m
- Flügelfläche: 28 m²
- Flügelstreckung: 5,9
- Leermasse: 2.138 kg
- Startmasse: 2.893 kg
- max. Startmasse: 3.326 kg
- Triebwerk: ein Sternmotor Pratt & Whitney R-1535-96 Twin Wasp Jr. mit 825 PS (616 kW)

### Leistungsdaten
- Höchstgeschwindigkeit: 404 km/h
- Reichweite: 1.014 km
- Dienstgipfelhöhe: 8.382 m
- Steigrate: 408 m/min (6,8 m/s)
- Flächenbelastung: 103 kg/m²
- Leistungsgewicht: 0,21 kW/kg

### Bewaffnung
- ein vorwärtsfeuerndes 7,62-mm-MG in der Steuerbordtragfläche
- ein bewegliches 7,62-mm-MG für den Bordschützen
- eine 454-kg-Bombe oder zwei 227-kg-Bomben